# Kuršinci
Kuršinci – wieś w Słowenii, w gminie Ljutomer. W 2018 roku liczyła 150 mieszkańców.